# Kalmar Industries
Kalmar Industries AB var tidigare en betydande svensk tillverkare av truckar. Kalmar är sedan 2013 varumärke för finländska Cargotecs sortiment av lasthanteringsutrustning och också namnet på den division i Cargotec, som tillverkar sådan utrustning i bland andra Malaysia, Finland, Polen och USA.
Kalmar Industries hade sitt ursprung i den tillverkning av tunga gaffeltruckar, som började omkring 1959 i "Br. Anderssons Mek.Verkstad" på bondgården Bäck utanför Ljungby av bröderna Rune, Holger och Sture Andersson i företaget Ljungbytruck. Detta företag såldes på 1970-talet till Kalmar Verkstad och fusionerades med Lidhults Mekaniska Verkstad till Kalmar LMV. Kalmar Verkstad köptes  av ABB 1990 och bildade då dotterbolaget Kalmar Industries för trucktillverkningen. Detta företag var noterat på Stockholmsbörsen 1994–2000.
Finländska Partek köpte en majoritetspost i Kalmar Industries 1997 och blev helägare 2000, varefter verksamheten samordnades med Parteks övriga tillverkning av materialhanteringsutrustning (tidigare inom Valmet, kanadensiska Ottawa Trucks, Sisu och nederländska Nelson BV). År 2002 köptes Partek av finländska Kone. Kone delades 2005, varvid Cargotec bildades för materialhanteringsdelen, med säte i Finland. och tillverkning i flera länder, bland andra i Lidhult i Sverige.
Tillverkningen i Lidhult lades ned 2018 och flyttades till Stargard i Polen.
Cargotecs affärsområde för materialhantering, som till exempel reachstackers, gaffeltruckar, grensletruckar, terminaltraktorer, spårbundna portaltruckar och rubber tyred gantry trucks, marknadsförs under varumärket "Kalmar". 
Inom affärsområdet ingår bland andra den svenska tillverkaren av lyftok för containerhantering, Bromma Conquip AB, under eget varumärke.

## Bildgalleri

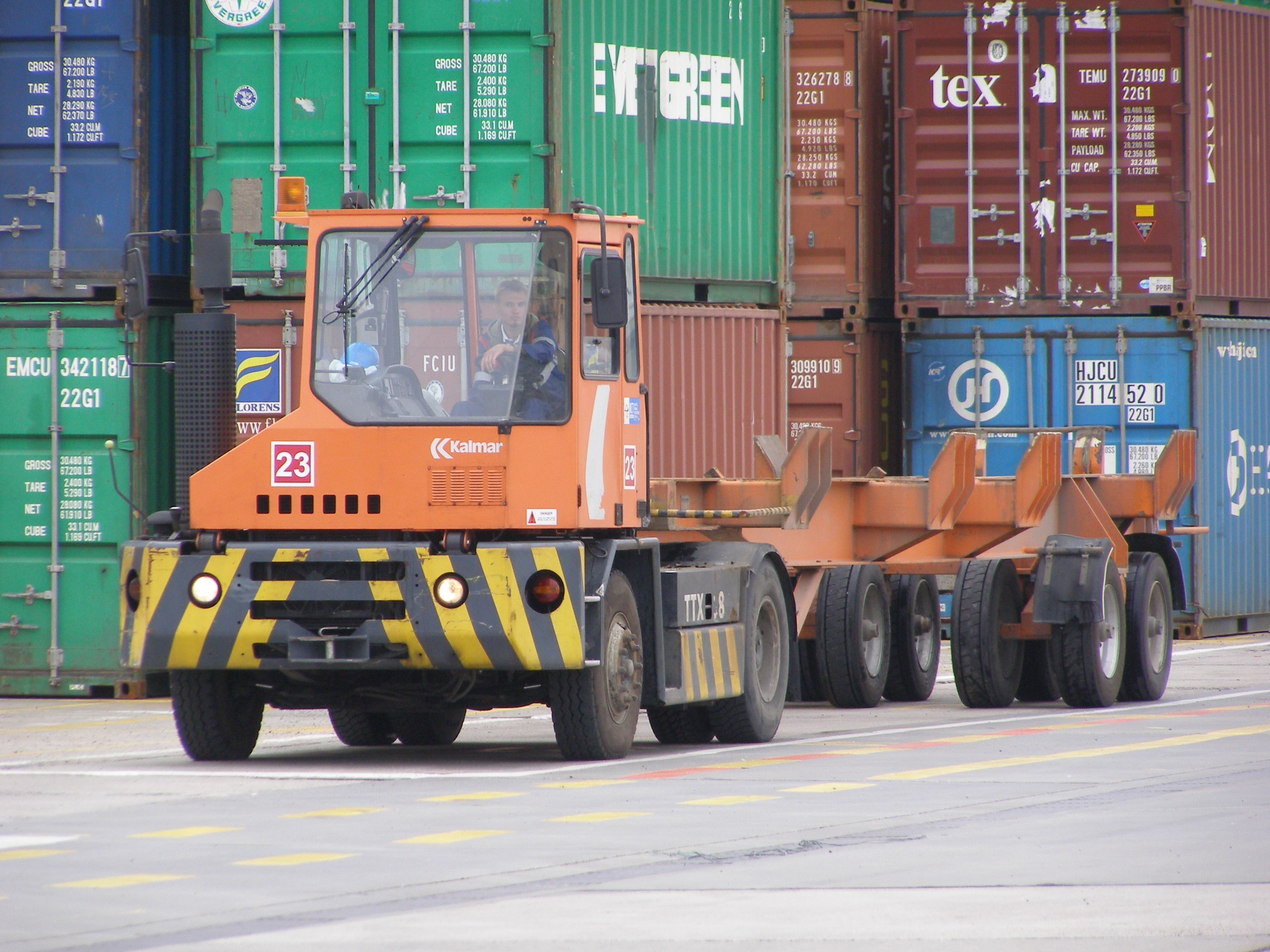
Kalmar terminaltraktor i Gdynia
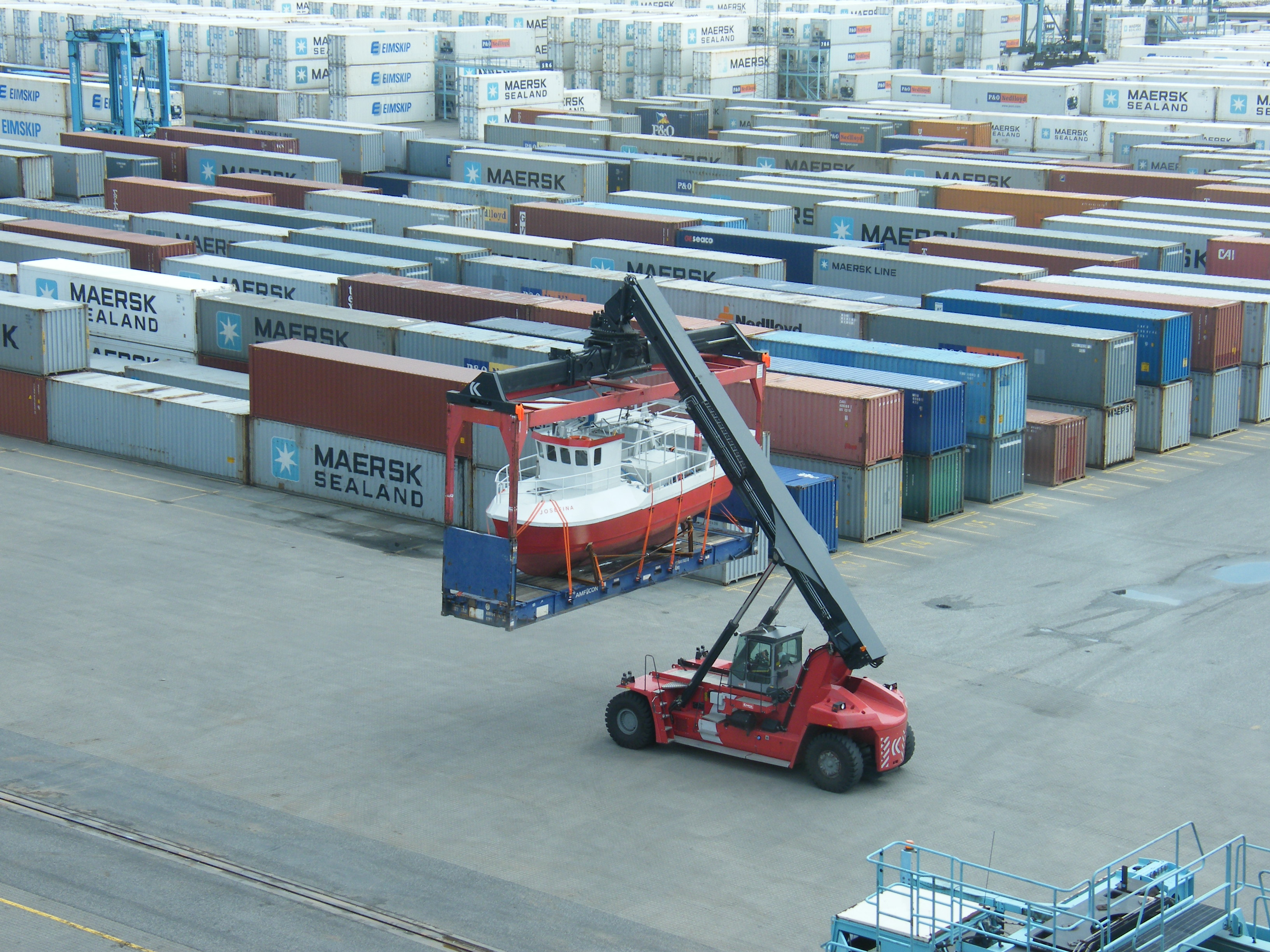
Kalmar reachstacker med lyft av fartyg i så kallad flat-rack container i Århus hamn